# Eliane Saholinirina
Eliane Saholinirina (* 20. März 1982 in Betsihaka) ist eine ehemalige madagassische Leichtathletin, die im Mittelstrecken- und Hindernislauf an den Start ging. Aktuell ist sie Inhaberin der Landesrekorde über 1500 Meter und 3000 m Hindernis sowie dreier Hallenrekorde.

## Sportliche Laufbahn
Erste internationale Erfahrungen sammelte Eliane Saholinirina im Jahr 2001, als sie bei den Juniorenafrikameisterschaften in Réduit in 2:16,42 min den siebten Platz im 800-Meter-Lauf belegte und über 1500 Meter mit 4:24,76 min die Bronzemedaille gewann. 2006 schied sie bei den Afrikameisterschaften in Bambous mit 2:10,39 min im Vorlauf über 800 Meter aus und im Jahr darauf verpasste sie bei den Afrikaspielen in Algier mit 2:08,03 min ebenfalls den Finaleinzug. Anschließend startete sie dank einer Wildcard über diese Distanz bei den Weltmeisterschaften in Osaka und schied dort mit 2:06,57 min in der ersten Runde aus. 2009 kam sie bei den Weltmeisterschaften in Berlin mit 4:16,63 min nicht über die Vorrunde im 1500-Meter-Lauf hinaus und im Jahr darauf kam sie bei den Hallenweltmeisterschaften in Doha nicht ins Ziel. Ende Juli gelangte sie bei den Afrikameisterschaften in Nairobi mit 4:25,60 min auf den elften Platz über 1500 Meter und belegte in 10:33,56 min den siebten Platz über 3000 m Hindernis. 2012 belegte sie bei den Afrikameisterschaften in Porto-Novo in 9:56,70 min den fünften Platz im Hindernislauf und anschließend schied sie bei den Olympischen Sommerspielen in London mit 4:19,46 min in der ersten Runde über 1500 Meter aus.
2013 kam sie bei den Weltmeisterschaften in Moskau mit 4:18,04 min nicht über den Vorlauf über 1500 Meter hinaus, ehe sie bei den Spielen der Frankophonie in Nizza in 10:15,64 min den fünften Platz im Hindernislauf belegte. Im Jahr darauf schied sie bei den Hallenweltmeisterschaften in Sopot mit 4:19,64 min in der Vorrunde über 1500 Meter aus und im August belegte sie bei den Afrikameisterschaften in Marrakesch in 10:09,25 min den achten Platz im Hindernislauf. 2015 schied sie bei den Weltmeisterschaften in Peking mit 4:19,54 min in der ersten Runde über 1500 Meter aus und im Jahr darauf belegte sie bei den Afrikameisterschaften in Durban in 9:44,50 min den vierten Platz im Hindernislauf, ehe sie bei den Olympischen Sommerspielen in Rio de Janeiro mit 9:45,92 min den Finaleinzug verpasste. Zudem war sie bei der Eröffnungsveranstaltung der Spiele Flaggenträgerin ihrer Nation. Bei den Crosslauf-Weltmeisterschaften 2017 in Kampala gelangte sie nach 41:15 min auf den 81. Platz im Einzelrennen und im selben Jahr schied sie bei den Weltmeisterschaften in London mit 4:23,56 min im Vorlauf über 1500 Meter aus. Im Jahr darauf kam sie bei den Hallenweltmeisterschaften in Birmingham über 1500 Meter nicht ins Ziel und beendete im selben Jahr ihre aktive sportliche Karriere im Alter von 36 Jahren.
In den Jahren 2005 und 2006 wurde Saholinirina madagassische Meisterin im 800- und 1500-Meter-Lauf.

## Persönliche Bestzeiten
- 800 Meter: 2:06,57 min, 25. August 2007 in Osaka
  - 800 Meter (Halle): 2:09,39 min, 12. Februar 2010 in Eaubonne
  - 1000 Meter (Halle): 2:46,22 min, 16. Februar 2012 in Eaubonne (Landesrekord)
- 1500 Meter: 4:15,13 min, 29. Mai 2016 in Oordegem (Landesrekord)
  - 1500 Meter (Halle): 4:19,64 min, 7. März 2014 in Sopot (Landesrekord)
  - 3000 Meter (Halle): 9:32,02 min, 10. Februar 2015 in Eaubonne (Landesrekord)
- 3000 m Hindernis: 9:44,50 min, 26. Juni 2016 in Durban (Landesrekord)